# Provinz Romblon
Koordinaten: 12° 33′ N, 122° 17′ O
Romblon ist eine Inselprovinz der Philippinen in der Region MIMAROPA. Die Hauptstadt ist die gleichnamige Gemeinde Romblon. Nach der früheren Verwaltungsstruktur gehörte die Provinz zu Southern Tagalog.

## Geografie

Die Inseln Romblons inmitten der Sibuyan-See: Tablas, Sibuyan und dazwischen die kleinere Insel Romblon

Die Provinz liegt im Sibuyanmeer etwa 350 km südlich von Manila, im Westen grenzt sie an die Tablas-Straße. Sie liegt südlich von Marinduque und der Provinz Quezon auf Luzon, östlich von Mindoro, nördlich von der Provinz Aklan auf Panay sowie westlich von Masbate.
Sie besteht aus zahlreichen Inseln – die größten sind Tablas im Westen, Sibuyan im Osten und dazwischen das kleinere Romblon. Der höchste Berg der Provinz ist der 2.058 Meter hohe Guiting-guiting. Die Provinz ist der landesweit führende Produzent von hochwertigem Marmor, der in etwa die gleiche Qualität wie italienischer Marmor hat.

## Menschen und Kultur

### Sprachen
Es gibt drei verschiedene Hauptsprachen der Einwohner von Romblon: Romblomanon, Asi und Onhan. Außerdem werden situationsbedingt auch Hiligaynon, Tagalog, Visayan und Englisch gesprochen.

### Religion
Die Mehrheit der Bewohner der Provinz Romblon sind Christen, 75 % gehören der Römisch-Katholischen Kirche an und 25 % der Unabhängigen Kirche der Philippinen, der Iglesia ni Cristo, der Kirche der Letzten Sieben Tage (Adventisten), den Baptisten, der Kirche der Foursquare Gospel in the Philippines sowie anderen christlichen Richtungen.

### Herkunft

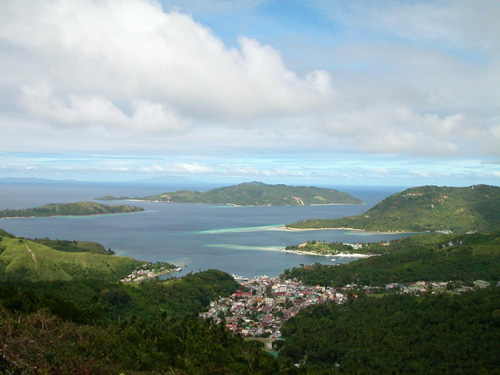
Die Romblon-Bucht.

Die meisten der heutigen Einwohner Romblons sind Abkömmlinge von Malay-Siedlern, die vermutlich um 1200 n. Chr. auf Romblon landeten. Ab 1582, als die spanischen Eroberer die Philippinen erreichten, verwalteten sie diese Provinz. Davon zeugen heute noch einige alte spanische Forts und Kirchen, die aus einzigartigen Korallensteinen mit kompliziert verschlungener Einlegearbeit gebaut worden sind.

## Wirtschaft

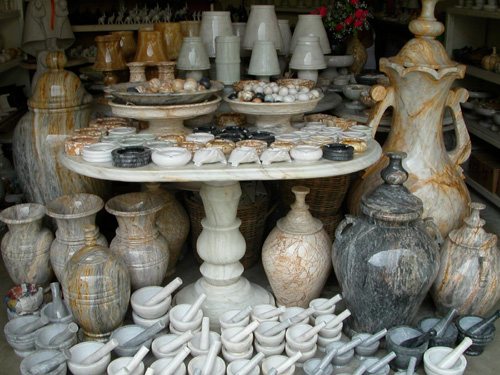
Marmorprodukte in der Hauptstadt Romblon.

Die Provinz Romblon ist als eine Provinz dritter Klasse eingestuft. Gelegen im geographischen Zentrum der Inselwelt (des Archipels) verbindet Romblon die Großräume Luzon, Visayas und Mindanao. Der Flughafen Tugdan Airport auf der Insel Tablas, welcher schon früher mit mehreren Flügen wöchentlich angeflogen wurde, soll noch 2014 wieder von Manila bedient werden. Direkte Schiffsverbindungen von Manila und mit den Häfen in Batangas City und Lucena City in Süd-Luzon verstärken die Anbindung an die Industrieregion Calabarzon, so dass die Provinz ein idealer Standort sowohl für den Güterumschlag als auch für kleinere Handwerksbetriebe ist.

## Bodenschätze
Romblon besitzt eine üppige Vegetation und viele mineralische Bodenschätze. Neben Marmor sind die Inseln reich an Granit, Nickel, Siliziumsanden und Quarz, Quecksilber, Zink, Kupfer, Silber, Calciumcarbonat, Sulfiden, Erzen, verschiedenen Tonen (auch weißem Ton) und Magnesium. Auf Magdiwang und Sibuya haben sich an einigen Bergflüssen auch Goldwäscher eingerichtet. Der fruchtbare Boden bringt verschiedene landwirtschaftliche Erzeugnisse wie Kokosnüsse, Reis, Mais, Bananen, Wurzelgemüse, Früchte, Wein und vieles andere hervor. Vor der Küste gibt es reiche Fischgründe, da dort die Wanderwege von Fischen vorbeiführen, die vom Sulumeer und dem Visayasmeer kommen und vorbei an der Straße von Tablas, dem Romblon-Pass und durch das Sibuyanmeer ziehen.

## Politische Gliederung
Romblon ist in 17 Gemeinden unterteilt:
| - Alcantara - Odiongan - Banton - Romblon - Cajidiocan - San Agustin - Calatrava - San Andres | - Concepcion - San Fernando - Corcuera - San Jose - Ferrol - Santa Fe - Looc - Santa Maria (Imelda) - Magdiwang |

## Hochschulen
- Romblon State University

## Geschichte
Die Provinz Romblon hieß zunächst „Lomlon“. Damit war das Ausbrüten der Eier durch ein Huhn gemeint. Der Name soll entstanden sein, weil ein spanischer Soldat, der die Insulaner nach dem Namen der Insel gefragt haben soll, zufällig in die Richtung eines gerade brütenden Huhnes gezeigt haben soll. Als Antwort soll er darauf „Nagalumyom“ erhalten haben, das in der Folge erst zu „Lomlom“, dann zu „Donblon“ und bei den Spaniern schließlich zu „Romblon“ verändert wurde. Der Name beruht also auf einem Missverständnis.
Die Spanier erbauten die Fuerza de San Andres Anfang des 17. Jahrhunderts. Die spanischen Eroberer machten Romblon 1853 zu einem politisch-militärischen Bezirk und teilten die Unterprovinz Capiz ab, die 1917 zu einer eigenständigen Provinz wurde. Am 1. Oktober 1946 wurde Romblon zu einer Sonder-Provinz mit vier Gemeinden konvertiert. Diese waren Tablas, Romblon, Sibuyan und Maghali. Am 1. Januar 1947 stellte man den regulären Provinzstatus wieder her.
Die ursprünglichen Einwohner von Romblon waren Negritos aus Panay und Mangyan-Stämme der Insel Mindoro. Antike hängende Särge und Artefakte von Einheimischen wurden in Höhlen auf der Insel Banton gefunden. Dies weist auf eine weit entwickelte antike Zivilisation und Kultur hin.

## Schiffswracks
- Mactan, vor der Insel Maestro de Campo, versank am 16. Juli 1973 und gilt für Taucher als gut zugänglich